# Aznā (kommunhuvudort)
Aznā (persiska: ازنا) är en kommunhuvudort i Iran.   Den ligger i provinsen Lorestan, i den centrala delen av landet, 300 km sydväst om huvudstaden Teheran. Aznā ligger 1 861 meter över havet och antalet invånare är 41 706.
Terrängen runt Aznā är platt österut, men västerut är den kuperad. Runt Aznā är det ganska glesbefolkat, med 29 invånare per kvadratkilometer. Aznā är det största samhället i trakten. Trakten runt Aznā består till största delen av jordbruksmark.